# 山崎宏
山崎 宏（やまざき ひろし、1903年4月16日 - 1992年11月12日）は、日本の東洋史学者。東京教育大学名誉教授。宏の字はムの部分がヒとなる。

## 経歴
出生から修学期
1903年、新潟県で生まれた。新潟師範学校、東京高等師範学校を経て、東京文理科大学を卒業。
東洋史研究者として
修了後は、東京高等師範学校に勤務。後に東京文理科大学、1949年に同大学が新制大学として東京教育大学となると、同大学教授として教鞭をとった。1950年、学位論文『隋朝仏教政策の研究』を東京文理科大学に提出して文学博士号を取得。1967年に東京教育大学を定年退官して名誉教授となった。その後は立正大学の教授を務めた。1976年に同大学を退職。1992年に死去。死去と同時に叙正四位。

## 受賞・栄典
- 1973年：勲三等旭日中綬章受章[1]
- 1992年：正四位を受勲。

## 著作
著書
- 『隋の高祖文帝の佛敎治國策』東方書院(仏教法政経済研究所モノグラフィー) 1934
- 『敎材の觀照と指導方案：外來文化及内鮮關係敎材』四海書房(歴史教育講座) 1936

- 『東洋』建文館 1940
- 『東洋史・中古』研究社(研究社學生文庫) 1940
- 『支那中世佛敎の展開』清水書店 1942
  - 再版 法蔵館
- 『新東洋史』三省堂出版 1949
- 『東洋史通説』世界社 1950
- 『最新世界史研究』金子書房 1954
- 『新制世界史研究』金子書房 1961
- 『隋唐仏教史の研究』法蔵館 1967
- 『中国仏教・文化史の研究』法蔵館 1981

共編著
- 『概説大東亜史』有高巌共著.同文書院 1943
- 『東洋史上の古代日本』清水書店 1948
- 『現代の世界』矢田俊隆共著、金星堂(世界史シリーズ) 1950
- 『後進アジアの近代化』東一夫共著、金星堂(世界史シリーズ) 1950
- 『学習活用資料世界史』(5版) 清水書院 1952
- 『歴史の研究』中学資料』中村篤二郎共編、清水書院 1954
- 『総括世界史』中村篤二郎共著、金子書房 1955
- 『大学受験世界史演習 テーブル式』評論社 1960
- 『歴史の研究 中学資料』中村篤二郎共編.清水書院 1960
- 『東洋史概説』南雲堂深山社 1969
- 『世界史事典』兼岩正夫共編　評論社 1970

記念論集
- 『東洋史学論集』山崎先生退官記念会、1967
- 『台湾の宗教と中国文化：山崎宏先生頌寿記念論集』東方文化研究協会 1992
- 『中国の霊籤・薬籤集成』山崎宏先生頌寿記念論集付編、酒井忠夫ほか編、東方文化研究協会 1992

## 参考
- 大川富士夫「山崎宏先生の御退職に際会して」『立正大学文学部論叢』第56巻、立正大学、1976年9月1日、15-18頁、NAID 110000477255。